# Grusonia kunzei
Grusonia kunzei ist eine Pflanzenart in der Gattung Grusonia aus der Familie der Kakteengewächse (Cactaceae). Das Artepitheton kunzei ehrt den deutschen Kakteensammler Richard Ernst Kunze (1838–1919) der um 1900 für die Erfurter Gärtnerei Kakteen-Haage Kakteen sammelte. Ein Trivialname ist „Devil Cholla“.

## Beschreibung
Grusonia kunzei wächst reich verzweigt und bildet Matten von bis zu 50 Zentimeter Höhe. Die gebogenen, keulenförmigen, zu ihrer Basis hin verschmälerten Triebabschnitte sind 10 bis 15 Zentimeter lang und weisen Durchmesser von 2,5 bis 4 Zentimeter auf. Sie sind mit deutlich erkennbaren 2 bis 3 Zentimeter langen Höckern besetzt. Die kreisrunden Areolen sind mit grauer bis weißer Wolle und wenigen gelben Glochiden besetzt, die 5 bis 6 Millimeter lang sind. Die 17 bis 27 Dornen sind entlang der Triebe verteilt und verdecken diese. Die oberen Dornen sind ockerfarben bis rötlich ockerfarben, spreizend und an ihrer Basis kantig. Der längste von ihnen wird bis zu 5 Zentimeter lang. Die unteren Dornen sind ockerfarben, weiß gerandet, stark abgeflacht und abwärts gebogen. Der längste von ihnen erreicht eine Länge von bis zu 4,5 Zentimeter.
Die gelben bis hell gelblich grünen Blüten erreichen Längen von 1,5 bis 2 Zentimeter. Die verkehrt eiförmigen bis länglichen, zitronengelben bis gelben Früchte sind fleischig und mit Glochiden sowie Dornen besetzt. Sie sind 4 bis 7,5 Zentimeter lang und weisen Durchmesser von 1,5 bis 4 Zentimeter auf. Gelegentlich sprossen die Früchte.

## Verbreitung, Systematik und Gefährdung
Grusonia kunzei ist in den Vereinigten Staaten im Südwesten  von Arizona sowie im Norden des mexikanischen Bundesstaats Baja California und im Bundesstaat Sonora in Höhenlagen bis 600 Metern verbreitet.
Die Erstbeschreibung als Opuntia kunzei erfolgte 1908 von Joseph Nelson Rose. Donald John Pinkava stellte die Art 1999 in die Gattung Grusonia. Weitere nomenklatorische Synonyme sind Opuntia stanlyi var. kunzei (Rose) L.D.Benson (1944), Corynopuntia stanlyi var. kunzei (Rose) Backeb. (1958) und Corynopuntia kunzei (Rose) M.P.Griff. (2003).
In der Roten Liste gefährdeter Arten der IUCN wird die Art als „Least Concern (LC)“, d. h. als nicht gefährdet geführt. Die Entwicklung der Populationen wird als stabil angesehen.

## Nachweise